# Ерика Мур
Ерика Мур (енгл. Erica Moore; Симор 25. март 1988) је америчка атлетичарка специјалиста за средње стазе.
На првом значајнијем међународном такмичењу на којем је учествовала Светском првенству у атлетици у дворани 2012. у Истанбулу освојила је бронзану медаљу у трци на 800м стигавши трећа иза Кенијке Памеле Џелимо и Украјинке Наталије Лупу. Постигнутим резултатома 1:59,97 побољшава је свој лични рекорд и први пут у каријери трчала испод 2 минута на тој дистанци.

## Међунаросни успеси
| Год. | Такмичење                   | Место    | Дисциплина | Пласман | Резултат   |
| ---- | --------------------------- | -------- | ---------- | ------- | ---------- |
| 2012 | Светско првенство у дворани | Истанбул | 800 м      | 3       | 1:59,97 ЛР |

### Лични рекорди
| Дисциплина | Дисциплина   | Performance | Место    | Датум          |
| ---------- | ------------ | ----------- | -------- | -------------- |
| 800 м      | на отвореном | 2:00,17     | Јуџин    | 26. јун 2011.  |
| 800 м      | у дворани    | 1:59,97     | Истанбул | 11. март 2012. |